# Овчар (филм из 1971)
Овчар је југословенски драмски филм први пут приказан 15. јула 1971. године. Режирао га је Бакир Тановић који је написао и сценарио.

## Радња
Ово је прича о овчарима који, долазећи са планине, путују друмовима, прелазе ливаде и пашњаке, пролазе шуме, долазе у равнице где је снег мањи, где је могуће и лакше сачувати стадо.
То је прича о сукобима са светом у равници, са сељацима којима наноси штету, са влашћу у равници, која жели обезбедити нормалну обраду усева.
Прича о два брата који силазе са својим стадом у равницу да би обезбедили своју егзистенцију.
Основна идеја филма носи у себи неминовност пропадања старог, неодрживог нечега што данас нема своју економску оправданост, што мора кренути другим путем.
Главни консултант режисеру и сценаристи филма о начину живота овчара - номада био је овчар Милан Ђурашиновић, надимак "Цар", из села Рађићи, тадашња општина Скендер Вакуф (данашње Кнежево).

## Улоге
| Глумац                   | Улога           |
| ------------------------ | --------------- |
| Адем Чејван              | Милан           |
| Фабијан Шоваговић        | Перица          |
| Виктор Старчић           | Славонски газда |
| Тони Лауренчић           | Стево           |
| Северин Бијелић          | Стриц Добривоје |
| Стојан Столе Аранђеловић | Скелеџија       |
| Хусеин Чокић             | Чобан           |
| Суада Капић              | Славонска снаша |
| Нико Гргић               | Осман           |
| Фарук Задић              | Чобан           |
| Заим Музаферија          | Чобан           |
| Истреф Беголи            | Чобан           |
| Милош Кандић             | Чобан           |
| Растислав Јовић          | Чобан           |
| Бранко Шпољар            | Друг из општине |
| Александар Стојковић     | Љутити сељак    |

Остале улоге  ▼
| Глумац                  | Улога                                              |
| ----------------------- | -------------------------------------------------- |
| Ранко Гучевац           | Шокац                                              |
| Тана Маскарели          | Мајка                                              |
| Божидар Павићевић Лонга | Камионџија                                         |
| Душан Вујисић           | Непријатељски расположен сељак (као Душан Вујисић) |
| Јасна Диклић            | Миланова жена                                      |
| Гизела Вуковић          | Османова мајка                                     |
| Слободан Ђурић          |                                                    |
| Петар Бунтић            | Непријатељски расположен сељак                     |
| Божидар Влајић          |                                                    |
| Ивица Кукић             | Непријатељски расположен сељак                     |
| Мирко Буловић           | Полицајац                                          |
| Раде Којадиновић        |                                                    |
| Миленко Вуковић         |                                                    |